# إيفان شوبان
إيفان شوبان (بالروسية: Иван Иванович Шопен)‏؛ 1798 - 15 أغسطس 1870): كان مؤرخًا وإثنوغرافيًا ورجل دولة من أصل فرنسي.